# فلنصبح رجال شرطة
فلنصبح رجال شرطة (بالإنجليزية: Let's Be Cops)‏ هو فيلم حركة تم إنتاجه في الولايات المتحدة وصدر في سنة 2014. الفيلم من إخراج لوك جرينفيلد من بطولة جيك جونسون ودايمون وايانز جونيور ونينا دوبراف وروب ريجل وأندي غارسيا.

## القصة
صديقان يتم دعوتهما إلى حفلة تنكرية، فيختارا أن يرتديا أزياء الشرطة، لكن الأمر لا يمر بسلام، خاصة عندما يختلط على الجيران الأمر، ويعتقدون أنهما رجلا شرطة حقيقيان، فيقرر الصديقان عدم التخلي عن الزي، لكن وقوعهما في وسط رجال العصابات والغوغاء يضعهما في ورطة كبيرة يحاولا ان يجدا مخرج لها.

## الميزانية والإيرادات
بلغت تكلفة إنتاج الفيلم حوالي 17 مليون دولار بينما حقق أرباحا تقدر بـ 137.6 مليون دولار.

## وصلات خارجية
- فلنصبح رجال شرطة على موقع IMDb (الإنجليزية)
- فلنصبح رجال شرطة على موقع ميتاكريتيك (الإنجليزية)
- فلنصبح رجال شرطة على موقع روتن توميتوز (الإنجليزية)
- فلنصبح رجال شرطة على موقع نتفليكس (الإنجليزية)
- فلنصبح رجال شرطة على موقع قاعدة بيانات الأفلام العربية
- فلنصبح رجال شرطة على موقع ألو سيني (الفرنسية)
- فلنصبح رجال شرطة على موقع Turner Classic Movies (الإنجليزية)
- فلنصبح رجال شرطة على موقع أول موفي (الإنجليزية)
- فلنصبح رجال شرطة على موقع بوكس أوفيس موجو (الإنجليزية)
- فلنصبح رجال شرطة على موقع فيلمافينيتي (الإسبانية)